# Felicia Filip
Felicia Filip (Slatina, 20 marzo 1959) è un soprano rumeno.

## Biografia
Ha cominciato a studiare violino, ed ha studiato canto all'Accademia di musica di Bucarest, come allieva del soprano Georgeta Stoleriu.
Ha cantato al Royal Opera Convent Garden di Londra e al Staatsoper di Vienna.
È stata la prima cantante ad aver vinto tutti i premi Mozart.
Ha collaborato con un gruppo musicale rock, cantando più volte con la band hard rock Iris. Nel DVD Atheneaum del 2000 si può vedere una delle sue esibizioni con la band nei brani "Baby" e "De vei pleca".

## Repertorio
- Giuseppe Verdi[3]
  - La traviata
  - Rigoletto
  - Stiffelio
  - Il trovatore 
  - Falstaff
- Gioachino Rossini
  - Il viaggio a Reims 
  - Il barbiere di Siviglia
  - L'occasione fa il ladro
- Vincenzo Bellini
  - I puritani
  - Il pirata
  - I Capuleti e i Montecchi
- Wolfgang Amadeus Mozart
  - Don Giovanni 
  - Il ratto dal serraglio 
  - Bastien und Bastienne
  - Le nozze di Figaro
- Giacomo Puccini
  - La bohème
- Johann Strauss
  - Die Fledermaus
- Franz Lehár
  - La vedova allegra
- Jacques Offenbach
  - Les contes d'Hoffmann
- Gaetano Donizetti
  - Lucia di Lammermoor
  - L'elisir d'amore 
  - Don Pasquale
- Georges Bizet
  - I pescatori di perle
  - Carmen

## Premi[1]
- 1983 "Francisco Vinas" - Barcellona, 1 Posto e il Premio Mozart
- 1985 "P.I. Ceaikovski" - Mosca, 2 Posto
- 1987 "Belvedere" - Vienna, 2 Posto, Premio Mozart e il Premio Giapponese Giapponese
- 1991 "The Glory of Mozart" - Toronto, 1 Posto